# Frans Pourbus il Giovane

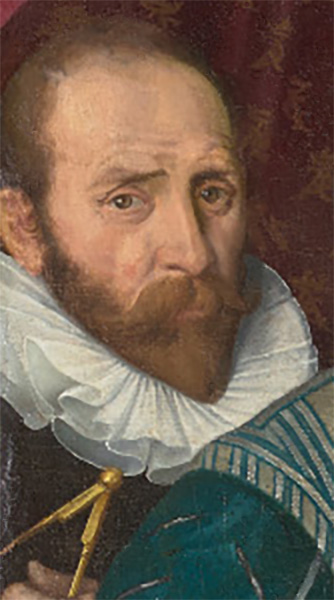
Probabile ritratto di Frans Pourbus.

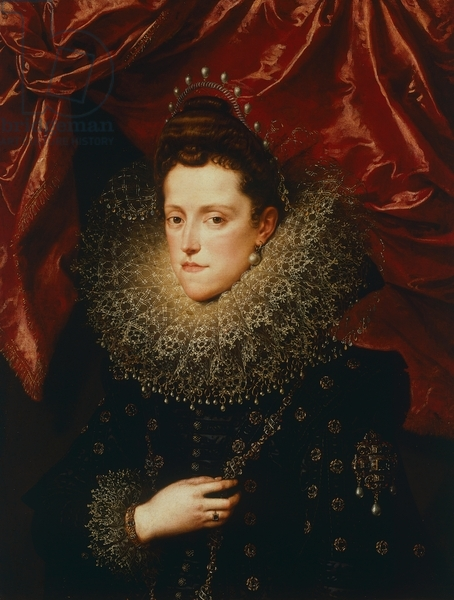
Ritratto di Eleonora de' Medici, duchessa di Mantova, Firenze, Galleria Palatina

Frans Pourbus (Anversa, 1569 – Parigi, 19 febbraio 1622) è stato un pittore fiammingo.

## Biografia
Figlio di Frans il Vecchio e nipote di Pieter, fu un ritrattista apprezzato in tutta Europa: il suo stile denuncia sia l'influenza del padre che dei grandi ritrattisti della corte spagnola, come Juan Pantoja de la Cruz.
La sua opera fu apprezzata e richiesta da molte corti europee. Fu dapprima al servizio a Bruxelles dei governatori asburgici dove fu apprezzato da Vincenzo Gonzaga in visita a Bruxelles nel settembre 1599. Al seguito del duca, si trasferì a Mantova dove risiedette fino al 1609, contemporaneamente a Peter Paul Rubens che visse alla corte gonzaghesca dal 1601 al 1609. Nel frattempo opera anche a Innsbruck, Napoli e Torino. 
Dal 1609 fu a servizio della corte di Francia, dove venne chiamato dalla regina Maria de' Medici, sorella della duchessa di Mantova Eleonora de' Medici: per i re Enrico IV e Luigi XIII eseguì numerosi ritratti ufficiali, molti dei quali oggi conservati al Museo del Louvre. Ebbe una figlia con Elisabetta Francken nel 1614. Nel 1618, gli fu assegnato un assegno annuo come pittore del re, e nello stesso anno fu naturalizzato francese. 
Opere di Frans Pourbus sono conservate presso il Prado di Madrid, il Rijksmuseum di Amsterdam ed il Metropolitan Museum of Art di New York.

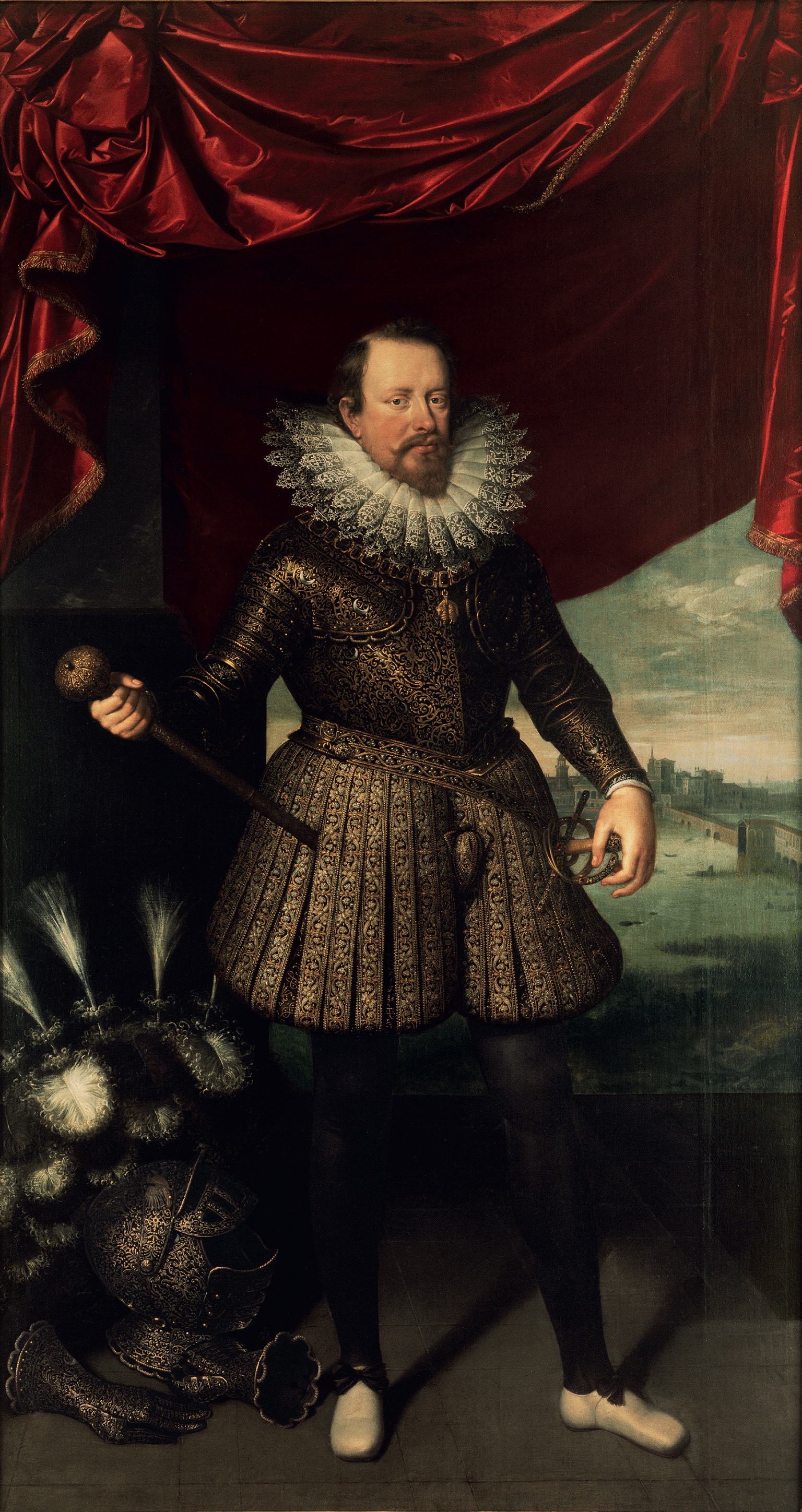
Ritratto di Vincenzo I Gonzaga duca di Mantova, 1601 circa.

Il personaggio di Frans Pourbus compare nel racconto Il capolavoro sconosciuto di Honoré de Balzac assieme al pittore Nicolas Poussin.

## Opere in Italia
- Firenze, Palazzo Pitti, Ritratto dello scultore Pietro Francavilla
- Firenze, Galleria Palatina, Ritratto di Eleonora Gonzaga, circa 1603
- Firenze, Galleria Palatina, Ritratto di Eleonora de' Medici, circa 1600-1609
- Firenze, Galleria Palatina, Ritratto di Enrichetta Maria di Francia, circa 1612
- Firenze, Galleria Palatina, Ritratto di Cristina di Francia, circa 1612
- Mantova, Museo di Palazzo d'Arco, Ritratto del duca Vincenzo I Gonzaga
- Piacenza, collezione privata, Ritratto di P. Francavilla, miniatura su avorio
- Roma, Galleria Nazionale di San Luca, Ritratto di Dama
- Castiglione delle Stiviere, collegio Vergini di Gesù, Bibiana di Pernstein con i figli[1]
- Castiglione delle Stiviere, collegio Vergini di Gesù, Francesco Gonzaga con i figli [2]

## Opere all'estero
- Vienna, Kunsthistorisches Museum, Ritratto di Vincenzo I Gonzaga, duca di Mantova, circa 1600
- Innsbruck, Castello di Ambras, Ritratto di Maria Maddalena d‘Austria, granduchessa di Toscana, circa 1603 / 1604.
- New York, Metropolitan Museum of Art, Ritratto di Margherita Gonzaga, principessa di Mantova, circa 1605